# Stazione di Kokokei
La stazione di Kokokei (古虎渓駅?, Kokokei-eki) e una fermata ferroviaria situata nella città di Tajimi, nella prefettura di Gifu in Giappone. La stazione e gestita dalla JR Central e serve la linea principale Chūō.

## Linee
JR Central
■ Linea principale Chūō

## Struttura
La fermata è costituita da due binari passanti con due marciapiedi laterali. Non sono presenti tornelli automatici, ma al loro posto dei dispositivi per il pagamento tramite carta ricaricabile TOICA e compatibili.
| 1 | ■ Linea principale Chūō | per Tajimi e Nakatsugawa |
| 2 | ■ Linea principale Chūō | per Ōzone e Nagoya       |

## Stazioni adiacenti
| ≪                                   | Servizio              | ≫                     |
| Linea principale Chūō               | Linea principale Chūō | Linea principale Chūō |
| ----------------------------------- | --------------------- | --------------------- |
| Tajimi                              | Locale                | Jōkōji                |
| L'Homeliner e il rapido non fermano |                       |                       |